# Yizhar Hirschfeld
Yizhar Hirschfeld (6 février 1950 - 16 novembre 2006) est un archéologue israélien travaillant sur l'archéologie gréco-romaine et byzantine. Il est professeur agrégé à l'Université hébraïque de Jérusalem et directeur des fouilles sur un certain nombre de sites à travers Israël, notamment Ramat Hanadiv, Tibériade et Khirbet ed-Deir. Il a également publié un livre sur l'archéologie de Qumrân  dans lequel il propose une évaluation du site contraire aux idées reçues.

## Biographie
Il est né au kibboutz Beït-Keshet en Israël en 1950. Il travaille déjà sur un chantier de fouilles en 1974 à Emmaüs où il assure la direction des fouilles et des sondages. De 1984 à 1987, il dirige des fouilles à Ramat HaNadiv. Il obtient son doctorat à l'Institut d'archéologie de l'Université hébraïque en 1987 et l'année suivante, il reçoit une bourse Rothschild. Il retourne à Ramat Hanadiv en 1989, l'année où il commence également à travailler sur des fouilles à Tibériade. En 1998, il est nommé professeur associé à l'Université hébraïque.
De 1996 à 2002, Hirschfeld dirige des fouilles sur un site situé sur une terrasse surplombant Ein Gedi, qui consiste en une série de petites habitations. Son analyse l'amène à conclure que "[t]outes les caractéristiques du site - son emplacement au-dessus d'Ein Gedi, sa simplicité et sa nature unique - sont conformes au célèbre passage de Pline l'Ancien (décédé en 79 apr. J.-C.) sur les Esséniens ". Sa proposition sur le site trouve peu de soutien parmi les archéologues,.
L'expérience qu'il a acquise en travaillant sur les établissements ruraux de la période gréco-romaine lui donne les bases pour écrire son livre controversé Qumran In Context (2004), dans lequel il conclut sur des bases morphologiques que Qumran est "un manoir judéen"  (et donc pas la patrie des Esséniens).